# Янке, Хуго
Хуго Янке (швед. Hugo Jahnke; 6 марта 1886, Стокгольм — 12 января 1939, Стокгольм) — шведский гимнаст, чемпион летних Олимпийских игр 1908 года.
На Играх 1908 года в Лондоне Янке участвовал только в командном первенстве, в котором его сборная заняла первое место.